# Sandkiste (Bauwesen)
Eine Sandkiste wurde früher bei der Errichtung von Bauwerken verwendet, um mit hohen Gewichten belastete Pfosten oder Stützen zu justieren bzw. abzusenken.
Das Prinzip beruht darauf, dass trockener, sauberer Sand praktisch nicht komprimiert werden kann. Stellt man den Fuß eines Pfostens oder einer Stütze (auf einer Tragplatte) in eine gefüllte Sandkiste, die am Boden ein mit einem Pfropfen verschlossenes Loch hat, rieselt der Sand beim Ziehen des Pfropfens langsam heraus, das Loch kann aber jederzeit wieder geschlossen werden. Auf diese Weise lässt sich der Pfosten bzw. die Stütze millimeterweise absenken.
Sandkisten wurden vor allem verwendet, um ein Lehrgerüst nach der Fertigstellung des auf ihm lastenden Brückenbogens langsam abzusenken, bis der Bogen sich selbst trägt und das Lehrgerüst dann gefahrlos entfernt werden kann. 
Sie wurden auch beim Bau des Eiffelturms verwendet, um schwere horizontale Eisenträger exakt zu justieren.